# Геммінген (Нижня Саксонія)
Геммінген (нім. Hemmingen) — місто в Німеччині, розташоване в землі Нижня Саксонія. Входить до складу району Ганновер.
Площа — 31,65 км2. Населення становить 18 845 ос. (станом на 31 грудня 2021).

## Географії

### Адміністративний поділ
Місто  складається з 7 районів:
- Арнум
- Вількенбург
- Гаркенблек
- Геммінген-Вестерфельд
- Гіддесторф
- Дефезе
- Олендорф